# Mikołaj Szczęsny
Mikołaj Szczęsny (ur. 28 lipca 1945 w Poznaniu, zm. 14 maja 2010 w Szczecinie) – polski pianista, pedagog muzyczny, muzykolog, krytyk muzyczny, publicysta i historyk muzyczny, dr nauk humanistycznych.

## Życiorys
Urodził jako syn Mieczysława Szczęsnego oraz Marii z domu Kroemer. Jego rodzice wraz z synem przybyli do Szczecina we wrześniu 1945 i zamieszkali w kamienicy na ul. Piłsudskiego (dawna Mariana Buczka) 24a/7. Mikołaj naukę na fortepianie rozpoczął w Państwowej Szkole Muzycznej I stopnia im. Tadeusza Szeligowskiego przy ulicy Wojska Polskiego 115 w Szczecinie. Szkołę ukończył w roku 1959 w klasie fortepianu Jerzego Hoffmana. Dalsze kształcenie muzyczne podjął w klasie fortepianu Małgorzaty Doliwy-Dobrowolskiej w Państwowej Szkole II stopnia im. Feliksa Nowowiejskiego przy ul. Staromłyńskiej 13 w Szczecinie, którą ukończył w 1965 roku. Świadectwo Maturalne otrzymał w 1964 w Liceum Ogólnokształcącym nr 6 w Szczecinie im. Stefana Czarnieckiego. W roku 1965 podjął studia w Akademia Muzyczna im. Ignacego Jana Paderewskiego w Poznaniu w klasie fortepianu Olgi Iliwickiej-Dąbrowskiej, w roku 1970 które ukończył z tytułem magistra sztuki.

### Działalność pedagogiczna i naukowa
Zaraz po studiach wraca do Szczecina, gdzie podejmuje pracę jako nauczyciel gry na fortepianie w Państwowej Szkole Muzycznej II Stopnia. Przez rok pracuje jako wizytator szkół artystycznych w Wydziale Kultury i Sztuki Prezydium Wojewódzkiej Rady Narodowej. Pełnił tę funkcję przez rok. 
W 1971 roku rozpoczął pracę w Punkcie Konsultacyjnym, później szczecińskiej Filii Akademii Muzycznej im. I.J. Paderewskiego w Poznaniu w charakterze nauczyciela gry na fortepianie. Jako nauczyciel akademicki pracował tam do 1984 roku. W 1977 roku podejmuje współpracę ze szczecińskimi mediami pisząc recenzje, felietony i eseje dla – "Głosu Szczecińskiego", "Kuriera Szczecińskiego", "Spojrzeń", "Gazety Wyborczej", "Nowego Kuriera", "Obserwatora Zachodniopomorskiego", Szczecińskiego Przeglądu Aktualności Kulturalnych „Szpak”, Klakiera,  Kościoła nad Odra i Bałtykiem, a także "Gazety Stargardzkiej", "Ruchu Muzycznego" i innych periodyków. 
Od 1978 rozpoczął pracę prelegenta oraz członka rad artystycznych i komitetów organizacyjnych międzynarodowych koncertów muzyki wysokiej podczas Międzynarodowych Festiwali Muzyki Organowej i Kameralnej w Kamieniu Pomorskim, Międzynarodowych Festiwali Pieśni Chóralnej w Międzyzdrojach, Festiwali Muzyki Organowej i Kameralnej w Słupsku, Festiwalu Pianistyki Polskiej w Słupsku, Międzynarodowego Festiwalu Skrzypcowego im. Henryka Wieniawskiego w Poznaniu, koncertów organizowanych przez Krajowe Biuro Koncertowe w Warszawie, koncertów Filharmonii Szczecińskiej im. M. Karłowicza, koncertów w Zamku Książąt Pomorskich oraz Operze na Zamku, cyklu koncertów uniwersyteckich „Przez Muzykę do świata wartości”, cyklu koncertów „U wrót mistrzostwa” w Stargardzkim Centrum Kultury, cyklu koncertów kameralnych Domu Kultury „Panorama” w Barlinku oraz koncertów okazjonalnych organizowanych przez niemal wszystkie instytucje naukowe, oświatowe i kulturalne w Szczecinie. Prowadząc koncerty festiwalowe, został od 1984 roku redaktorem programów festiwali w Kamieniu Pomorskim, Kołobrzegu, Szczecinie i w Trzęsaczu. W tym samym roku powrócił do pracy na stanowisku nauczyciela gry na fortepianie w Państwowej Szkole Muzycznej II stopnia w Szczecinie, dopełniając etat godzinami dydaktycznymi w Państwowej Szkole Muzycznej I stopnia im. T. Szeligowskiego. 
W 1981 rozpoczął dwuletnie studia doktoranckie na Wydziale Kompozycji, Dyrygentury i Teorii Muzyki w Akademii Muzycznej im. Fryderyka Chopina w Warszawie, które ukończył  w 1983 roku.
W celu dalszego doskonalenia się w latach 1989–1991 odbył studia w Düsseldorfie poświęcone badaniom nad życiem i twórczością Carla Loewego. W 1994 roku był założycielem i dyrektorem Społecznej Szkoły Muzycznej I i II stopnia w Szczecinie. Od 1998 roku rozpoczyna się współpraca z Katedrą Przedmiotów Artystycznych Uniwersytetu Szczecińskiego oraz z Muzeum w Stargardzie Szczecińskim w zakresie badań nad historia życia muzycznego miasta na przestrzeni dziejów. Na Uniwersytecie Szczecińskim prowadził wykłady z przedmiotów artystyczny oraz związanych z historią muzyki i sztuki.
W roku 2001 obronił w Instytucie Historii na Wydziale Humanistycznym Uniwersytetu Szczecińskiego dysertacje doktorską „Carl Loewe w życiu kulturalnym Szczecina w latach 1820–1866”, uzyskując stopień doktora nauk humanistycznych.
Wykształcił wielu pianistów, m.in. Sławomira Wilka, Michała Francuza, Andrzeja Janaszka. 
Zmarł 14 maja 2010 roku w Szczecinie. Uroczystości pogrzebowe odbyły się 22 maja w bazylice archikatedralnej św. Jakuba w Szczecinie. Pochowany został na cmentarzu Centralnym w Szczecinie (kwatera 3B).

## Publikacje książkowe i artykuły naukowe
- Szczecińscy Filharmonicy 1948–1998, Szczecin 1999
- Kompozytorzy szczecińscy t. I i II, Szczecin 2002, 2003
- Udział artystów berlińskich w życiu muzycznym Szczecina  w latach 1800–1870 Stargardia 2003
- Stefan Marczyk 2006 (niepublikowana)
- Carl Loewe (1796-1869). Szczecin 2007
- Kształcenie muzyczne w Szczecinie ma przestrzeni wieków. Szczecin 2008

artykuły naukowe
- Wspomnienie o Tadeuszu Bursztynowiczu. Dyrektor spełnionych marzeń. "Kronika Miasta Szczecina" 1985
- Życie muzyczne Szczecina na przełomie XVIII i XIX wieku "Przegląd Zachodniopomorski" 1993
- 20 lat szczecińskiej sceny muzycznej Opera na Zamku. Szczecin 1998
- Loewes Enfluss auf das Musikleben in Stettin in den Jahren 1820 Frankfurt am Main 1998
- Życie muzyczne Szczecina w XIX stuleciu. Regiony w dziejach Polski  2000
- Prolegomena do historii kultury muzycznej Stargardu w latach 1534– 1939 Stargard 2000
- Stargardzcy kompozytorzy utworów okolicznościowych w pierwszej połowie XVII wieku. Stargardia 2001
- Stargardzka estrada kameralna końca XX wieku. U wrót mistrzostwa. Stargardia 2002
- Małgorzata Doliwa-Dobrowolska. Portret nauczycielki gry na fortepianie Stargardia 2004

wybrane referaty i publikacje z lat 1979-2001
- Encyklopedia Szczecina t. I. i t. II Hasła muzyczne XIV – XIX wiek (1999-2000)
- Szkolnictwo artystyczne – stan i perspektywy rozwoju. "Biuletyn kulturalny WDK" nr 38/1989 (1989).
- Muzyka w diaporamie – próba wstępnych uogólnień. WDK 1989 (1989).
- Życie muzyczne Szczecina na przełomie XVIII i XIX wieku. "Przegląd Zachodniopomorski" nr 4 (1993).
- Główne nurty w rozwoju życia muzycznego Szczecina w XIX wieku. [w:]  Regiony w dziejach Polski (1993).
- Fanny Hensel – życie i twórczość w cieniu geniusza. [w:] Muzyka fortepianowa XI. Akademia Muzyczna w Gdańsku.
- Organy Katedry w Kamieniu Pomorskim. Zamek Książąt Pomorskich (1996)

## Upamiętnienie
W rocznice śmierci odbyły się dwa koncerty pamięci dra Mikołaja Szczęsnego.
- 13 maja 2011 roku w Filharmonii Szczecińskiej w programie koncertu: Koncert fortepianowy a-moll op. 16 Edvarda Griega, VI symfonia A-dur Felixa Mendelssohna-Bartholdy’ego oraz Uwertura do opery Sroka Złodziejka Gioacchino Rossiniego orkiestrą dyrygowała Agnieszka Duczmal – w programie na okoliczność koncertu był biogram Mikołaja Szczęsnego.
- 15 maja 2011 roku w Zamku Książąt Pomorskich w Szczecinie w sali Anny Jagiellonki koncert wspominkowy w programie koncertu : Ludvig van Beethoven – Sonata Es-dur op. 81a, Siergiej Rachmaninow – dwa preludia op.23 oraz Sonata g-moll op.19, Gabriel Fauré - Elegia op.24. Wystąpili pianistka żona Jolanta Jankowiak Szczęsna, wiolonczelista syn Tomasz Szczęsny oraz uczniowie Sławomir Wilk i Aleksandra Pstrągowska koncert prowadził Bogdan Twardochleb.